# Premi

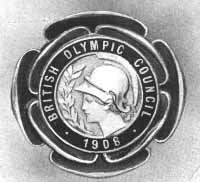
Medalla Olímpica, 1908

Un premi (del llatí praemium) és qualsevol tipus d'article o compensació d'altre tipus donat a una persona o a un grup que es rep per agraïment o reconeixement a l'esforç realitzat, tant regals o com diners en metàl·lic.
Els premis també poden anar lligats a jocs o torneigs on hi intervé la sort, i en altres cal (normalment) a més de la sort, la participació en una competició tant sigui per la compra d'un producte, servei, butlleta o veure algun programa o anunci de televisió, fer una trucada telefònica, o per una inscripció voluntària en una llista de participants per poder tenir alguna oportunitat d'accedir a un premi; com és el cas dels premis que atorguen les loteries, rifes i gairebé tots els sortejos de televisió.
Els premis sovint impliquen recompenses monetàries, així com la fama que ve amb ells. Alguns premis també s'associen amb l'adjudicació de cerimònies extravagants. Els premis es poden concedir per un nombre de raons com per atorgar un descans a un treball o assenyalar un comportament exemplar, i per proporcionar incentius en els concursos. En general, els premis es consideren positius, i els guanyadors són admirats. Tanmateix, molts premis, especialment els dedicats a la fama, sovint han causat controvèrsia i gelosia.

## Propòsits
En moltes loteries i rifes, la suma recaptada es destina a obres de beneficència pública o privada. Un exemple d'aquests últims són les loeteries, i els sortejos de la Creu Roja de molts països.
Alguns premis són atorgats per governs locals o nacionals, i altres per institucions privades o individus, ja sigui amb caràcter altruista o amb fins de promoció científica, artística o tecnològica.